# Server-side
Server-side betyder inden for computer-terminologi, at opgaver, såsom dynamisk generering af HTML eller kørsel af et script, afvikles på serveren frem for hos klienten.
Server-side-teknologi omfatter fx ASP.NET- eller JSP-websider, hvor indhold genereres på serveren og derefter transmitteres til klienten, men termen bruges også helt generelt om enhver teknologi eller funktionalitet, der afvikles på serveren, fx forretningslogik, sikkerhedsprocedurer i forbindelse med netbank eller kontakt med databaser.
Server-side-fremgangsmåden står i modsætning til paradigmet om "den aktive klient", hvor megen aktivitet foregår på klienten, fx i form af applet-afvikling, kørsel af scripts og kørsel af tungere browser-plugins. Aktive klienter forekommer brugeren hurtige, fordi programfunktionalitet afvikles på klienten (og ikke skal frem og tilbage over netværk), men er svære at vedligeholde, hvis de skal spille sammen med en server (en synkron opdatering af alle klienter er vanskelig).